# Joby Warrick
Joby Warrick (Goldsboro, 4 agosto 1960) è uno scrittore e giornalista statunitense.

## Biografia
Nato a Goldsboro nel 1960, è giornalista per il The Washington Post dal 1996.
Laureato in giornalismo nel 1982 alla Temple University, nel 1996 è stato insignito del Premio Pulitzer per il miglior giornalismo di pubblico servizio per un articolo sui rischi per la salute e per l'ambiente dello smaltimento dei rifiuti del crescente allevamento di suini nella Carolina del Nord.
Autore di tre opere di saggistica, nel 2016 è stato insignito di un secondo premio Pulitzer per Bandiere nere: la nascita dell'ISIS.

## Opere principali

### Saggi
- Triplo gioco: la talpa di al-Qaida infiltrata nella CIA (The Triple Agent, 2011), Milano, La nave di Teseo, 2019 traduzione di Alberto Cristofori ISBN 978-88-346-0121-1.
- Bandiere nere: la nascita dell'ISIS (Black Flags: The Rise of ISIS, 2015), Milano, La nave di Teseo, 2016 traduzione di Alberto Cristofori ISBN 978-88-93441-02-5.
- La linea rossa: la devastazione della Siria e la corsa per distruggere il più pericoloso arsenale del mondo (Red Line: The Unraveling of Syria and America's Race to Destroy the Most Dangerous Arsenal in the World, 2021), Milano, La nave di Teseo, 2021 traduzione di Alberto Cristofori ISBN 978-88-346-0646-9.

## Premi e riconoscimenti
- Premio Pulitzer per il miglior giornalismo di pubblico servizio: 1996 assieme ai giornalisti del The News & Observer  Melanie Sill e Pat Stith
- Premio Pulitzer per la saggistica: 2016 per Bandiere nere: la nascita dell'ISIS
- Premio Fernanda Pivano: 2018